# NGC 2349
NGC 2349是一个位于麒麟座的疏散星团，1783年由卡羅琳·赫歇爾发现